# Nun è acqua
Nun è acqua è il ventisettesimo album del cantante napoletano Massimo Ranieri, pubblicato nel 2003 dalla Sony Music.

## Il disco
Il disco è il secondo di una trilogia dedicata alla rivisitazione dei classici della canzone napoletana con arrangiamenti curati da Mauro Pagani e Mauro Di Domenico (gli altri due album sono Oggi o dimane del 2001 e Accussì grande del 2005).
Le registrazioni sono state effettuate presso lo studio Officine meccaniche da giugno a settembre 2002, e i tecnici del suono sono Alberto Bonardi, Guido Andreani, Peppe De Angelis e Gabriele Ponticello; il mixaggio, effettuato nello stesso studio, è stato curato da Paolo Iafelice.
La copertina raffigura un disegno di Alessandro Cassinelli, mentre la grafica del libretto è stata curata da Paolo De Francesco.

## Tracce
1. 'e ccerase – 5:03 (testo: Salvatore Di Giacomo – musica: Nicola Valente; edizioni musicali Bideri)
2. Fenesta vascia – 3:21 (testo: Giulio Genovese – musica: Giulio Cotrau)
3. Luna rossa – 4:44 (testo: Vincenzo De Crescenzo – musica: Antonio Vian; edizioni musicali Abici/Leonardi)
4. I' te vurria vasà – 5:35 (testo: Vincenzo Russo – musica: Eduardo Di Capua; edizioni musicali Bideri)
5. Io, mammeta e tu – 3:36 (testo: Riccardo Pazzaglia – musica: Domenico Modugno; edizioni musicali Accordo)
6. Malafemmena – 4:25 (Totò; edizioni musicali La Canzonetta)
7. Giacca rossa (e russetto) – 5:00 (testo: Nisa – musica: Renato Carusone; edizioni musicali Radio Record Ricordi)
8. La palummella – 2:59 (testo: Domenico Bolognese – musica: anonimo)
9. Scetate – 5:50 (testo: Ferdinando Russo – musica: Mario Costa; edizioni musicali Bideri)
10. 'o ccafè – 2:54 (testo: Riccardo Pazzaglia – musica: Domenico Modugno; edizioni musicali Tre Stelle)
11. 'a casciaforte – 2:41 (testo: Alfonso Mangione – musica: Nicola Valente; edizioni musicali La Canzonetta)
12. Agata – 4:24 (testo: Egidio Pisano – musica: Giuseppe Cioffi; edizioni musicali La Canzonetta)
13. Piscatore 'e Pusilleco – 3:52 (testo: Ernesto Murolo – musica: Ernesto Tagliaferri; edizioni musicali Bideri)
14. 'na mmasciata – 3:27 (testo: Ernesto Del Preite – musica: Pietro Labriola; edizioni musicali Bideri)

Durata totale: 57:51

## Musicisti
Nel libretto interno dell'album i musicisti sono suddivisi canzone per canzone; per comodità vengono qui raggruppati
- Massimo Ranieri: voce
- Mauro Pagani: bouzouki, violino, flauto, mandola, mandolino, lap steel guitar, kazoo
- Mauro Di Domenico: bouzouki, chitarra acustica, chitarra classica, tiple
- Joe Damiani: batteria
- Franco Testa: basso
- Arnaldo Vacca: percussioni
- Davide Borgonovi: tuba
- Francesco Quaranta: oboe
- Marco Brioschi: tromba
- Mouna Amari: voce in Io, mammeta e tu e 'na mmasciata
- Serena Scuderi: voce in Io, mammeta e tu
- Paolo Jannacci: fisarmonica in Malafemmena
- Luca Gusella: vibrafono in Malafemmena
- Susana Baca: voce in Malafemmena
- Livia Rotondi: violoncello in La palummella
- Paolo Tomelleri: clarinetto in 'a casciaforte e Agata
- Andrea Parodi: voce in Piscatore 'e Pusilleco

Orchestra d'archi Edodea Ensemble:
- Edoardo De Angelis: violino
- Serafino Tedesi: violino
- Saule Kiliate: violino
- Paolo Costanzo: violino
- Luca Trolese: viola
- Alice Bisanti: viola
- Marco Lombardo: violoncello
- Anais Vitali: violoncello
- Ubaldo Ponzio: contrabbasso